# 長野県道58号長野須坂インター線

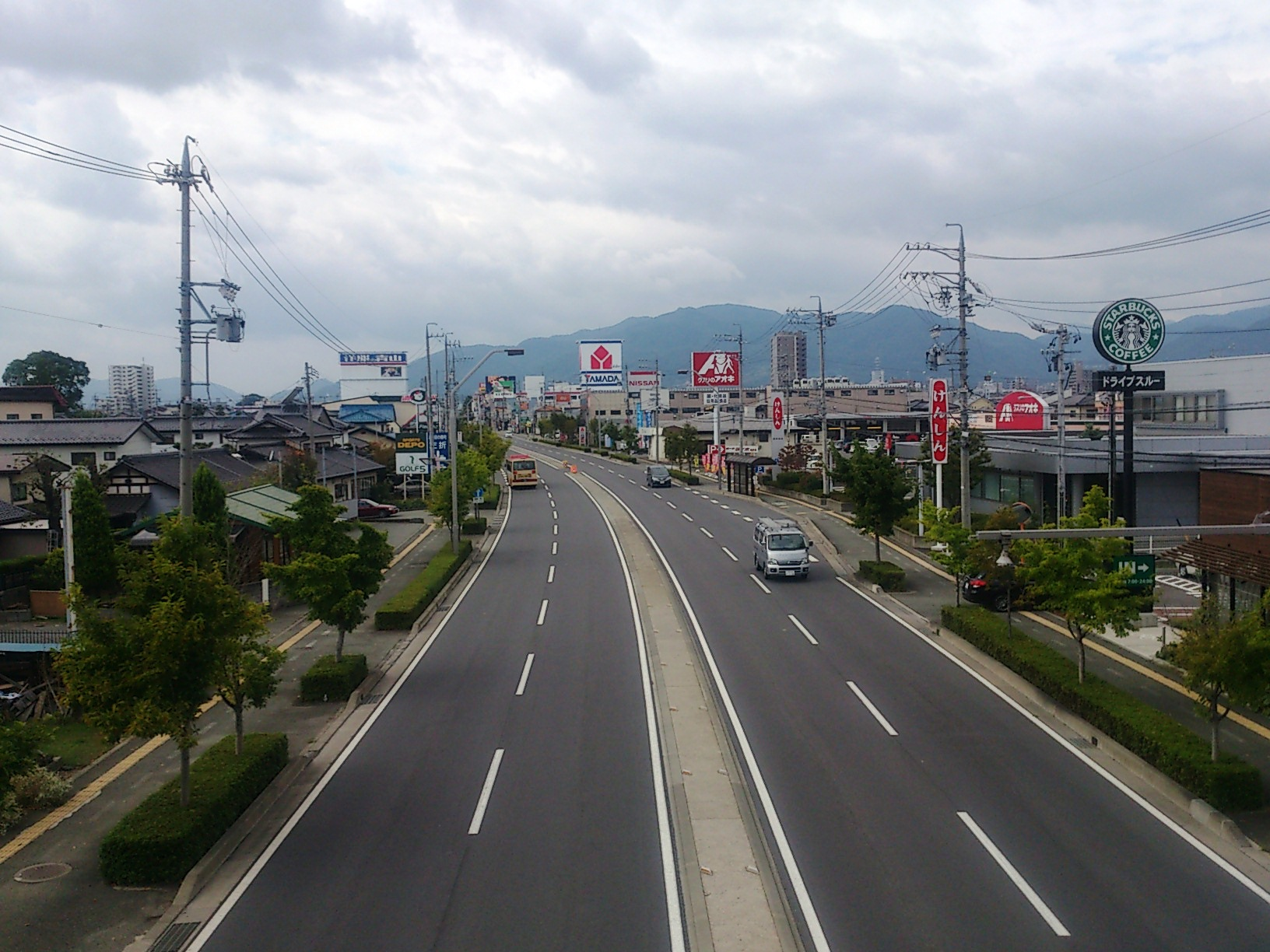
長野市南高田二丁目から長野駅方面を望む

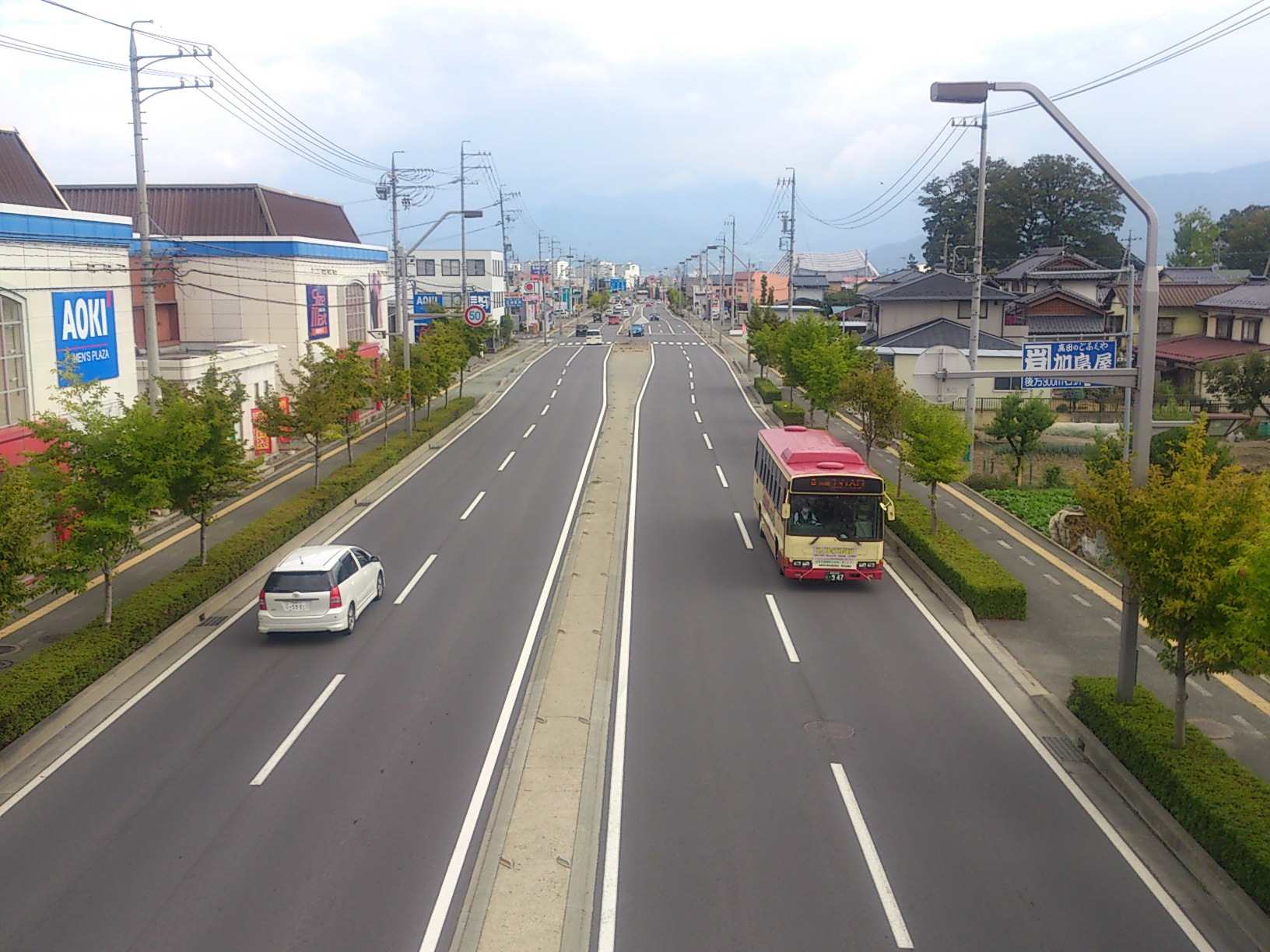
同地から須坂市方面を望む

長野県道58号長野須坂インター線（ながのけんどう58ごう ながのすざかインターせん）は、長野県長野市と須坂市を結ぶ主要地方道である。

## 概要
国道403号との重複区間で上信越自動車道須坂長野東インターチェンジに接続しており、長野市中心部との連絡に利用される。オリンピックを契機に、長野市街地から須坂長野東インターチェンジ付近まで片側2車線に拡幅された。
沿道には長野オリンピックのスピードスケート会場であったオリンピック記念アリーナ（エムウェーブ）がある。地元商工会がこれにちなんで、長野市内区間についてエムウェーブ大通りという愛称を付しているが、あまり浸透しておらず一部店舗の名称に使われるに留まっている。

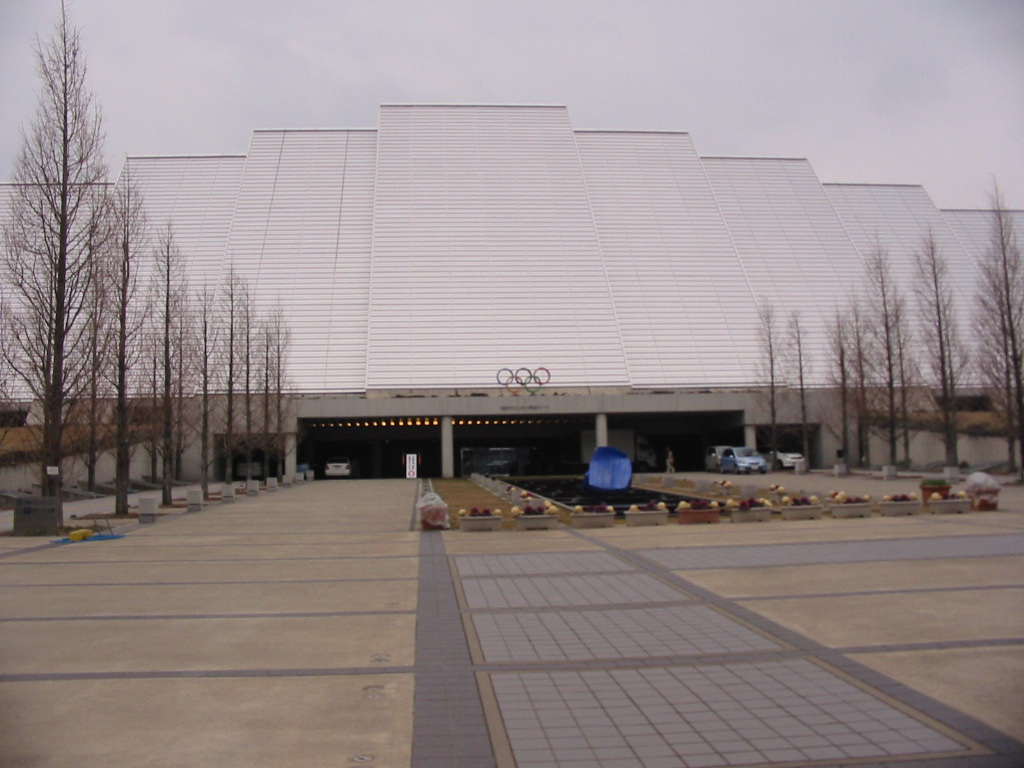
エムウェーブ
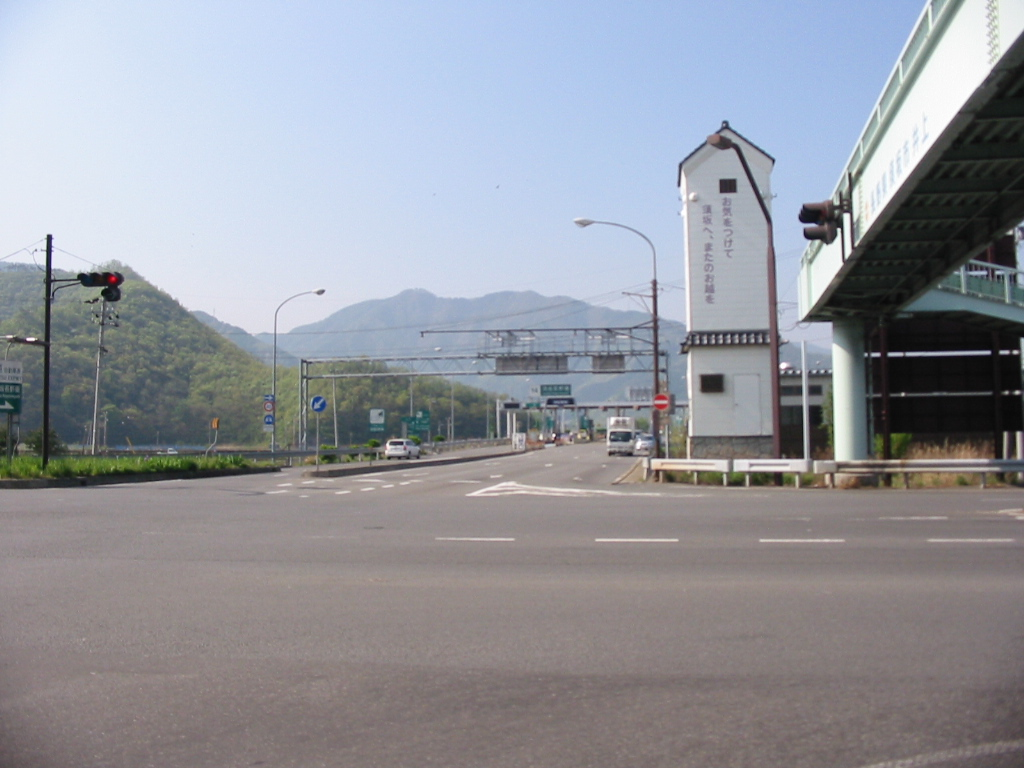
須坂長野東インターチェンジ

### 路線データ
- 起点：長野市鶴賀峰村（七瀬南部交差点＝長野県道34号長野菅平線交点）
- 終点：須坂市仁礼湯河原（仁礼町交差点＝国道406号交点）
- 延長：13.5km
- 車道幅員：26m（4車線区間＝南部小学校北交差点・須坂長野東IC入口交差点間＝のみ）

### 主要構造物

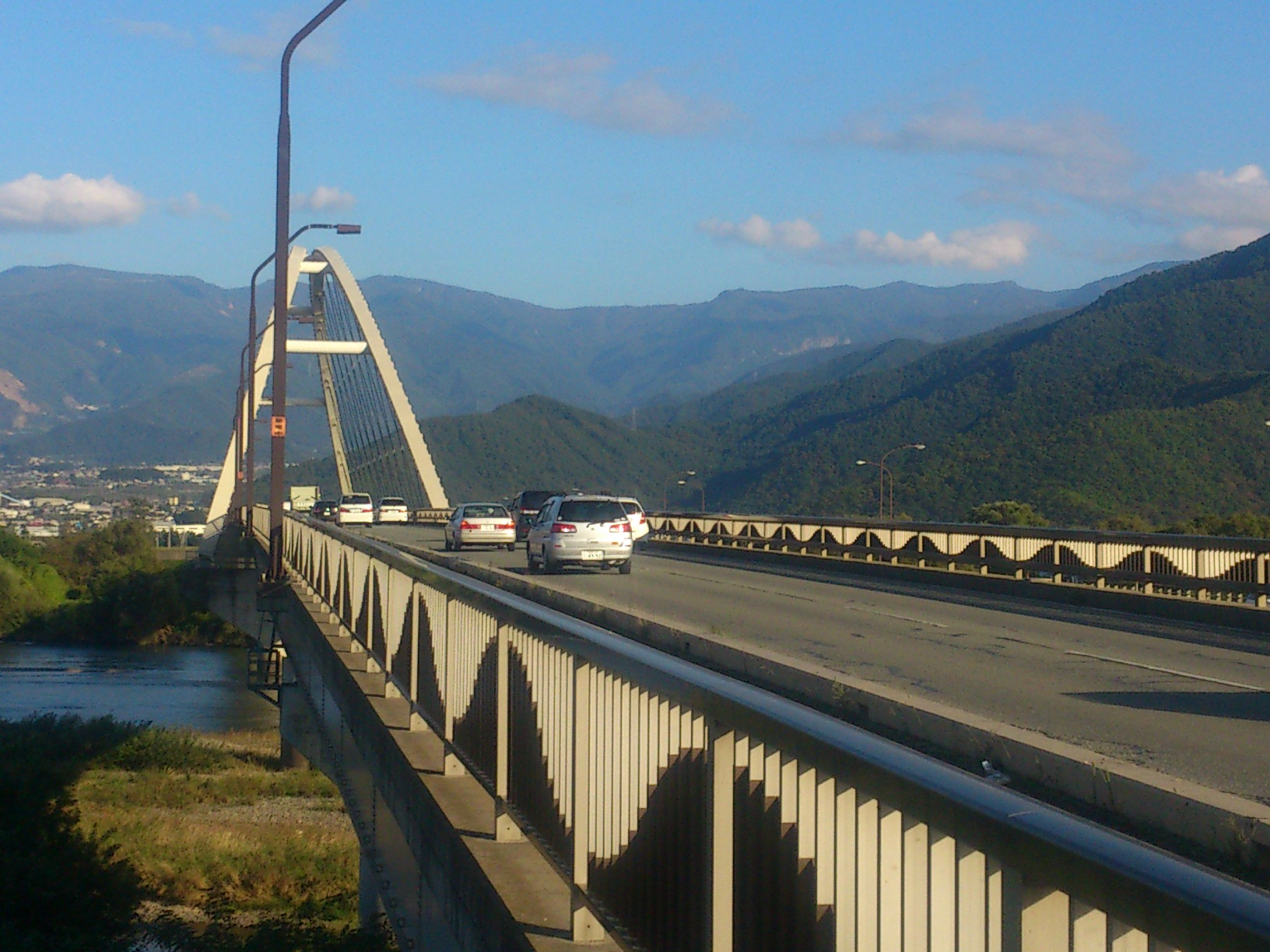
屋島橋（東行新橋）

- 屋島橋（やしまばし＝長野市屋島 - 須坂市福島）
  - 全長：旧橋 766.9m / 新橋 770.5m
  - 幅員：旧橋 11.5m（うち車道10.5m） / 新橋 10.8m（新旧とも2車線片側歩道）
  - 構造：旧橋 PCポステンT桁橋 / 新橋 ニールセンローゼ橋

千曲川に架かる橋梁。村山橋（国道406号と長野電鉄長野線の併用橋）と並んで、長野・須坂間のメインルートとなっている。旧橋はそれまでの木橋に代わって、1970年（昭和45年）に永久橋として開通。その後1996年（平成8年）、旧橋のすぐ下流に新橋が開通し、4車線化された。旧橋が西行（長野方面）専用、新橋が東行（須坂方面）専用として使用されている。
- 鮎川橋（あゆかわばし＝須坂市八町）
  - 全長：旧橋 54.8m / 新橋 56.5m
  - 幅員：旧橋 5.5m / 新橋 8.3m（新旧とも1車線）
  - 構造：PC桁橋

鮎川に架かる橋梁。新橋と旧橋があり、それぞれ東行専用・西行専用として使われている。2008年（平成20年）1月31日、この橋の下の鮎川で工事中に、流されてきたと思われる石仏（馬頭観音）が発見された。石仏は現在近くの瑠璃光山薬師庵に建てられている。
- 大宮橋（おおみやばし＝須坂市八町）
  - 全長：69.1m
  - 幅員：11.0m
  - 構造：

鮎川に架かる橋梁。
- 栃倉上橋（とちくらかみばし＝須坂市栃倉 - 仁礼）
  - 全長：20.0m
  - 幅員：11.7m - 13.0m
  - 構造：

鮎川に架かる橋梁。

## 沿革
- 1923年（大正12年） - 一部長野県道指定。
- 1935年（昭和10年） - 長野県道指定。
- 1959年（昭和24年） - 供用開始。
- 1959年（昭和34年）8月1日 - 中村長野線の認定。
- 1970年（昭和45年）7月17日 - 屋島橋、永久橋として開通。
- 1982年（昭和57年）4月1日 - 中村長野線を主要地方道長野須坂インター線へ指定[1]。
- 1982年（昭和57年）9月13日 - 中村長野線を長野須坂インター線へ変更。
- 1996年（平成8年）8月24日 - 新屋島橋開通。

## 通過する自治体
- 長野市
- 須坂市

## 重複区間
- 長野市
  - 長野県道34号長野菅平線（七瀬南部交差点 - 南部小学校北交差点 - 七瀬南部東交差点）
- 須坂市
  - 国道403号（須坂長野東IC西交差点 - 幸高町交差点）

## 交差・接続する道路

### 長野市
- 七瀬南部交差点（鶴賀七瀬＝起点）
  - 長野県道34号長野菅平線（七瀬通り） - ※重複区間ここから
  - 市道（東通り） - ※重複区間ここから
- 南部小学校北交差点（鶴賀七瀬）
  - 市道（東通り） - ※重複区間ここまで
  - 市道（東口通り）
- 七瀬南部東交差点（鶴賀七瀬）
  - 長野県道34号長野菅平線 - ※重複区間ここまで
- 上高田北交差点（高田）
  - 国道18号（長野バイパス）
- 南長池交差点（南長池）
  - 長野県道375号大豆島東和田線
- エムウェーブ交差点（北長池）
  - 長野県道372号三才大豆島中御所線
  - 国道18号（長野東バイパス）

### 須坂市
- 屋島橋東詰の立体交差（福島）
  - 長野県道347号村山綿内停車場線
- 長野須坂東IC西交差点（井上）
  - 国道403号（谷街道） - ※重複区間ここから
- 須坂長野東IC入口交差点（井上）
  - 上信越自動車道（須坂長野東IC）
- 幸高町交差点（幸高）
  - 国道403号（谷街道） - ※重複区間ここまで
- 上八町交差点（八町）
  - 須高広域農道（北信濃くだもの街道）
- 仁礼町交差点（仁礼＝終点）
  - 国道406号（大笹街道）

## 沿道

### 長野市
- 長野市立南部小学校
- 長野市立櫻ヶ岡中学校
- ニトリ長野店
- ドン・キホーテ長野店
- 長野市立緑ヶ丘小学校
- ヤマダデンキテックランド長野本店
- 長野市立三陽中学校
- つちや本社
  - 文具スーパー事務キチ長野店
- 綿半ホームエイド本社
  - 綿半スーパーセンター長池店
- 長野市消防局鶴賀消防署東部分署

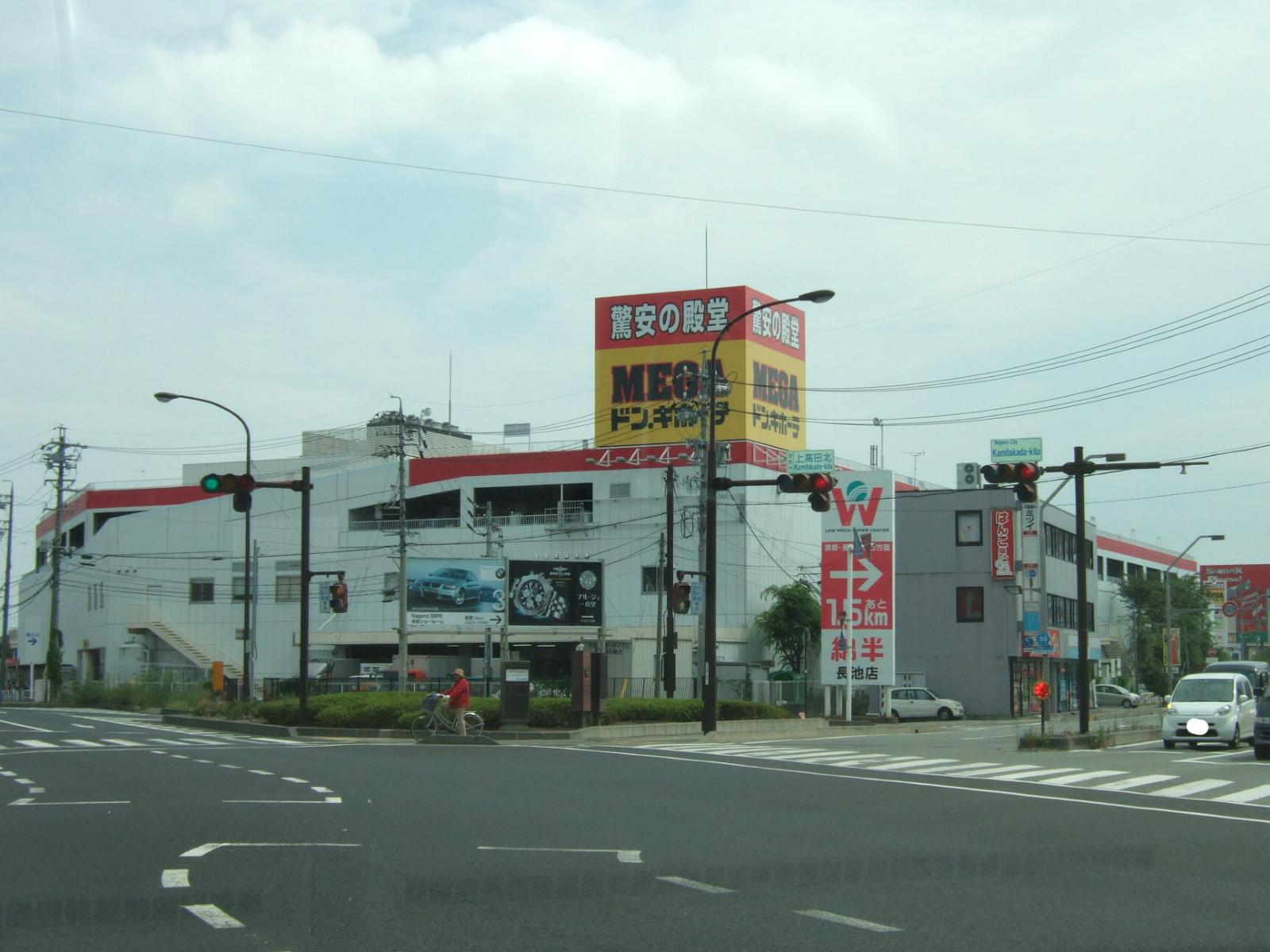
上高田北交差点とMEGAドン・キホーテ長野店

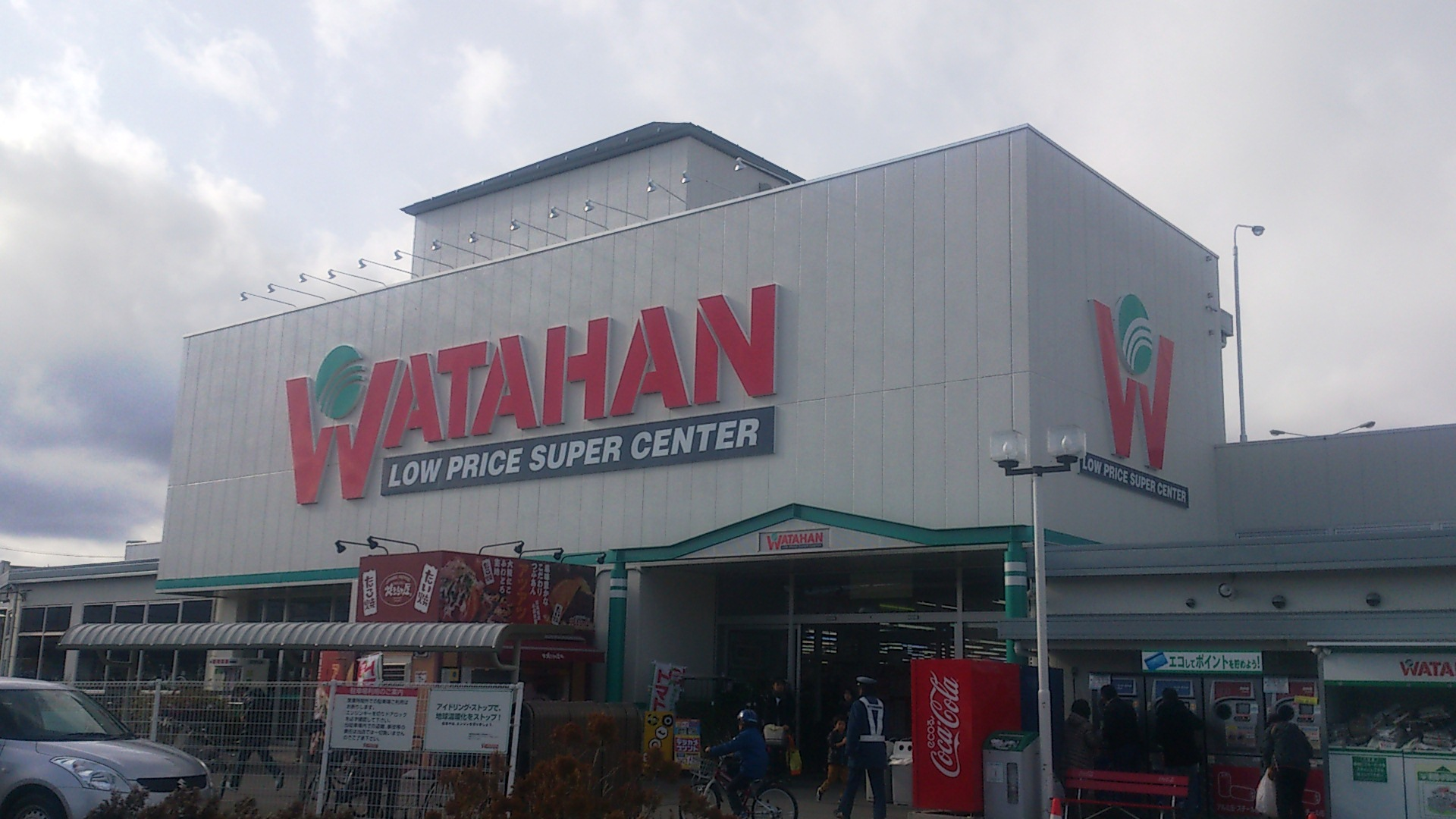
綿半スーパーセンター長池店

- エムウェーブ（長野市オリンピック記念アリーナ） - 長野オリンピックスピードスケート会場
- 長野県長野東高等学校
- 角藤本社

### 須坂市
- イオンモール須坂
- 長野電鉄屋代線 井上駅跡
- 湯っ蔵んど